# Affaire Chahinez Daoud
Le texte peut changer fréquemment, n’est peut-être pas à jour et peut manquer de recul. 
Le titre et la description de l'acte concerné reposent sur la qualification juridique retenue lors de la rédaction de l'article et peuvent évoluer en même temps que celle-ci.
L'affaire Chahinez Daoud concerne le féminicide d'une mère de trois enfants, Chahinez Daoud, brûlée vive par son mari Mounir Boutaa en 2021, à Mérignac en Gironde (France).
L'affaire met en évidence plusieurs défaillances des services judiciaires et de la police dans les mesures de protection de la victime.
Le procès pour assassinat s'est tenu en mars 2025. Mounir Boutaa est condamné à la réclusion criminelle à perpétuité, assortie d'une période de sûreté de 22 ans.

## Protagonistes
Mounir Boutaa est né en 1976 près d'Alger. Ouvrier maçon, il acquiert la nationalité française lors de son premier mariage avec Séverine. De cette union naissent trois enfants. L'homme s'alcoolise. Son épouse dénonce de nombreuses violences y compris sur les enfants. Le couple divorce en 2015.
Il est condamné à 7 reprises, pour « violences avec usage d'une arme », « vol avec destruction ou dégradation » et pour « violences par conjoint en présence d'un mineur ».
Chahinez Daoud, née le 3 mars 1990 à Rouïba, est algérienne. Elle a deux enfants d'une précédente union. Elle fait la connaissance de Mounir Boutaa en 2015 en Algérie. Chahinez Daoud le rejoint en France en mars 2016, et le couple s'y marie. La jeune femme acquiert la nationalité française à cette occasion. Le couple a un nouvel enfant.
Chahinez Daoud est appréciée de ses voisins. Selon un témoignage « elle voulait vivre en France comme une Française, mais son mari n'était pas de cet avis ».

## Déroulement des faits
Chahinez Daoud est une femme de 31 ans, mère de trois enfants (5, 8 et 13 ans), en cours de séparation de son mari violent, Mounir Boutaa, ouvrier maçon de 45 ans au moment du drame.
Depuis leur installation en France, Mounir Boutaa se montre possessif. Selon la responsable de la maison départementale de la solidarité et de l'insertion de Mérignac, la victime endure « un quotidien de menaces et d'enfermement ». Elle dénonce les violences et le contrôle coercitif exercé par son mari et dépose 4 mains courantes de février 2018 à juin 2020.
Le 23 juin 2020, elle est violemment frappée par son mari pour avoir porté un jeans et porte plainte le lendemain pour strangulation et menaces avec un couteau. Le 25 juin 2020, Mounir Boutaa est condamné en comparution immédiate pour violences en récidive à une peine de 18 mois de prison dont 9 mois ferme. Le 7 août 2020, Chahinez Daoud dépose une plainte pour harcèlement téléphonique alors qu'il était incarcéré et avait interdiction de la contacter. Le 2 octobre 2020, Mounir Boutaa est convoqué pour s'expliquer sur ces contacts téléphoniques avec son épouse. 
La police n'informe le parquet du non-respect de la mesure d'éloignement que le 10 décembre. Le parquet la classe sans suite, sans prévenir ni le référent chargé des violences conjugales ni le juge de l'application des peines. 
Entre-temps, Mounir Boutaa bénéficie d'un aménagement de peine puis est remis en liberté le 9 décembre 2020 avec suivi judiciaire. Chahinez Daoud n'en est pas tenue informée. Il ne respecte pas l'interdiction de s'approcher du domicile de sa femme,.
Le 15 mars 2021, la mère de famille porte à nouveau plainte après qu'il l'a frappée et a tenté de l'étrangler. Elle est prise en charge au CHU de Bordeaux au sein de la cellule d’accueil en urgence de victimes d’agression (CAUVA).  Les jours suivants, elle rappelle le commissariat pour dire qu'il la menace de mort, mais la police ne fait que quelques rondes dans son quartier.
Le 26 mars et le 14 avril, Mounir Boutaa se présente aux convocations du service pénitentiaire d'insertion et de probation (Spip) sans être interpelé.
Le 4 mai 2021 à 18h15, alors qu'elle sort de son pavillon pour aller chercher ses enfants, Mounir Boutaa, qui s'était caché pour la surprendre, lui tire à deux reprises dans les jambes avant de l'asperger d'un liquide inflammable et de mettre le feu à sa victime et au pavillon, sous les yeux de l'ainé. Chahinez Daoud périt brûlée vive. L'homme est interpelé peu après.

## Réactions
Ce 39e féminicide de l'année 2021 a suscité un grand émoi dans le pays et dans les médias, conduisant la classe politique à réagir publiquement.
Les ministères de la Justice et de l’Intérieur ont déclenché, le jeudi 6 mai, une mission d’inspection chargée d'étudier les conditions de la remise en liberté et le suivi de Mounir Boutaa. Le garde des Sceaux a indiqué le 7 mai « je n’aurai pas la main qui tremble » si des manquements sont avérés.
Des questions se posent : 
- Pourquoi la victime n'avait-elle pas de téléphone grave danger ?
- Pourquoi le conjoint violent n'avait-il pas de bracelet anti-rapprochement ?
- Pourquoi son arme ne lui a-t-elle pas été retirée ?[12]
- Pourquoi après la plainte de mars 2021, l'homme violent n'a-t-il pas été arrêté ?[10]

Selon la chancellerie, sur les mille bracelets anti-rapprochement disponibles seuls 45 étaient actifs au moment du drame.
L'association locale de secours aux femmes battues et à leurs enfants APAFED rappelle que, depuis le Grenelle des violences conjugales de 2019, il est possible de confisquer les armes à feu des personnes condamnées pour violences conjugales. Sa directrice souhaiterait que les associations puissent attribuer elles-mêmes des téléphones grand danger aux personnes menacées.
Dans une chronique publiée dans Le Monde du 15 mai 2021, l’ancienne vice-procureure Corine Béal, la médecin légiste Karine Dabadie et l’avocat Alain Garay préconisent d'étendre au territoire national le protocole mis en place en Guadeloupe qui a fait preuve d'efficacité.
Le rapport de la mission d’inspection signale plusieurs défaillances concernant le suivi du conjoint violent multirécidiviste et la protection de la victime. La mission d’inspection considère que la grille d’évaluation du danger a bien été renseignée et transmise au parquet, mais qu'« il existe un doute sérieux sur le soin avec lequel ces grilles ont été renseignées »,.
Ce rapport conduit le gouvernement à annoncer le 10 juin 2021 de nouvelles mesures parmi lesquelles le déploiement de 3 000 téléphones grave danger supplémentaires, permettant d’alerter les forces de l'ordre en cas de danger immédiat. Le ministre de l'intérieur se déclare prêt à prendre les sanctions « qui s’imposent à tous les niveaux de la chaîne de responsabilité ».
On apprend en juillet 2021 que le policier de Mérignac qui avait enregistré la plainte de Chahinez Daoud avait été lui-même condamné pour violence familiale, le 10 février 2021 à une peine de 8 mois de prison avec sursis probatoire et non-inscription de cette condamnation au casier judiciaire B2. Après cette révélation par le Canard Enchainé, le collectif Abandon de famille - Tolérance zéro lance une pétition qui recueille 23 000 signatures afin de recenser de manière confidentielle les policiers et gendarmes auteurs de violences intrafamiliales pour « briser l’omerta autour de ce phénomène et d’affecter les mis en cause dans des services où ils ne sont pas amenés à enregistrer des plaintes ». L'association dénonce le fait que la condamnation du policier qui a mal enregistré la plainte de Chahinez Daoud ne soit même pas mentionnée dans le rapport de la mission d'inspection du ministère de l’Intérieur qui doit « identifier les différentes failles du processus judiciaire dans cette affaire » et pour elle « le fait que cette information ait été occultée est encore plus grave que la condamnation en elle-même, cela montre qu’on ne veut pas imaginer les forces de l’ordre en tant que prédateurs. »
Le 29 mars, Mounir Boutaa s'est présenté à l'accueil du commissariat de Mérignac se plaignant de ne pas voir ses enfants. L'agent, le même qui avait enregistré la plainte de Chahinez Daoud, demande à l'individu de sortir sans vérifier son identité. La mission d'inspection observe : « La connexion du logiciel d'accueil du commissariat au logiciel de gestion des fiches de recherche locales aurait permis d'identifier formellement et d'interpeller Mounir B. ».
Julien Plouton, l'avocat de la famille Daoud, estime : « Nous considérons que les manquements les plus graves ne se situent pas principalement au niveau du recueil de la plainte de Chahinez Daoud mais plutôt au niveau du suivi d’enquête qui a été totalement carencé avec une inaction inexplicable à partir du moment où les faits dénoncés par Chahinez Daoud seront confirmés ».

### Hommages
Les voisins et proches de la victime ont laissé de nombreuses marques de sympathie à son domicile où 400 personnes se sont rassemblées le lendemain du drame. Parmi les messages laissés ou les déclarations à la presse, on peut citer :
« Pour une maman qui aspirait à vivre en paix, aimait profondément ses enfants… », « C’était une belle personne », « C'était un rayon de soleil »…
Le 25 novembre 2021, à l’occasion de la Journée internationale de lutte contre les violences faites aux femmes, la mairie de Mérignac plante un cèdre de l'Atlas en hommage à Chahinez Daoud et à l'ensemble des femmes victimes de violences. La cérémonie se tient en présence d'Alain Anziani et de Marie Récalde. 

### Mesures administratives
En septembre 2021, un rapport de l’Inspection générale de la Police nationale (IGPN) met en cause un brigadier, deux commandants et un commissaire,. Finalement, dans un souci d'exemplarité, toute la chaine de commandement est impliquée ; le directeur zonal de la sécurité publique du Sud-Ouest a reçu un blâme et sept fonctionnaires sont convoqués devant un conseil de discipline le 4 janvier 2022 : deux commissaires dont le directeur départemental de la sécurité publique en Gironde, deux commandants, un major, un brigadier-chef et le gardien de la paix qui a reçu la plainte de la victime, mais ce dernier a été révoqué avant de comparaitre, du fait de sa condamnation. Les sanctions prononcées (allant d'un avertissement à trois jours d'exclusion avec sursis) restent symboliques, l'enjeu étant que des faits similaires ne se reproduisent pas.
Du côté de l’institution judiciaire, l’enquête n’identifie pas de personne « fautive disciplinairement » mais « des dispositions organisationnelles » seront prises pour éviter les dysfonctionnements constatés.
Six mois plus tard, le 104e féminicide, commis le 26 novembre à Épinay-sur-Seine, montre des dysfonctionnements comparables avec une victime équipée de téléphone grave danger mais non prévenue — ainsi que le commissariat local — de la libération de son ancien conjoint violent.

## Procédure judiciaire

### Pénal
Le 6 mai 2021, Mounir Boutaa est mis en examen « des chefs d’homicide volontaire par conjoint, destruction volontaire par incendie, violences volontaires sans ITT avec arme en récidive légale ». Il est placé en détention provisoire. Écroué à l'isolement, Mounir Boutaa met le feu au réfrigérateur de sa cellule et tente d'agresser ses gardiens le 27 juillet 2021. Il est transféré vers la structure psychiatrique pénitentiaire de Cadillac (Unité hospitalière spécialement aménagée),. Cet épisode donnera lieu de sa part au commentaire suivant au moment du procès : « À Agen, les surveillants pénitentiaires sont venus me voir avec des barres de fer pour me tuer. J’ai mis le feu à ma cellule pour que les pompiers interviennent et viennent me sauver ».
En juillet 2021, les parents de Chahinez Daoud obtiennent un titre de séjour en France pour se rapprocher de leurs petits-enfants placés en famille d'accueil et dont ils souhaitent obtenir la garde, qu'ils obtiennent le 29 décembre 2021.
Le 28 février 2024, le chef de mise en examen est requalifié en assassinat (homicide volontaire avec préméditation) conformément aux réquisitions du parquet.
Le procès s'ouvre le 24 mars 2025. Après diffusion des images de la scène du crime, Mounir Boutaa se positionne en victime : « elle m’a fait tellement de mal que je n’ai rien ressenti. Je ne me sens pas coupable. » Les trois experts ont conclu à l'altération partielle du discernement en raison d'un trouble psychique, du « délire paranoïaque », du sentiment de « persécution » et de la « jalousie pathologique » de l’accusé. Pour l'un des experts, il s'agit d'une personnalité paranoïaque, aux « traits narcissiques », dont le discernement était altéré au moment des faits, sans qu'il soit possible de dire qu'il ait été aboli : « Le passage à l’acte est tellement organisé qu’on ne peut parler d’abolition. Il avait conscience de ce qu’il réalisait. ». D'autre part, il s'agit d'un trait qui ne peut être modifié tant qu'il n'y a pas une reconnaissance de culpabilité. Si, pour l'avocate de la défense, c'est ce « trouble psychiatrique qui a malheureusement conduit à ce passage à l’acte », pour l'avocat de la partie civile, cette paranoïa s'inscrit dans le portrait-type des auteurs de féminicides : « Il incarne la figure emblématique du profil des auteurs de crimes sur conjoint : on y retrouve l’insupportabilité de la séparation, la paranoïa, la volonté de contrôle et de domination, le positionnement systématique en tant que victime ». Dans son réquisitoire, l'avocate générale Cécile Kauffmann déclare : « Par la barbarie de son acte, Mounir Boutaa a fait de Chahinez une victime indélébile de notre société ».
Le 28 mars 2025, Mounir Boutaa est condamné à la réclusion criminelle à perpétuité, assortie d'une période de sûreté de 22 ans et est déchu de son autorité parentale sur leur enfant.  La cour écarte le bénéfice de la réduction de peine d'un tiers prévue dans le cas d'altération du discernement reconnue, au motif de la dangerosité sociale de l'accusé. Alors que l'avocate générale avait requis un « suivi sociojudiciaire de dix ans avec obligation de soins », cette disposition n'apparaît plus dans les compte-rendus du jugement,,.

### Civil
Au civil, une procédure de condamnation de l’État pour faute lourde est en cours.